# Vieussan
Vieussan é uma comuna francesa na região administrativa de Occitânia, no departamento de Hérault. Estende-se por uma área de 28,26 km². Em 2010 a comuna tinha 269 habitantes (densidade: 9,5 hab./km²).